# Cod ATC J02
Codul ATC J02 Antifungice de uz sistemic este o parte a sistemului de clasificare anatomică, terapeutică și chimică a medicamentelor, un sistem dezvoltat de către Organizația Mondială a Sănătății (OMS) pentru clasificarea medicamentelor și a altor produse medicinale. Subgrupul J02 este o parte a grupului J Antiinfecțioase de uz sistemic.
Codurile pentru preparatele de uz veterinar sunt create prin alipirea literei Q în fața codului ATC corespunzător produsului pentru uz uman; de exemplu, QJ02. Codurile ATCvet care nu au un cod ATC corespunzător produsului de uz uman sunt citate începând cu Q în lista următoare.

## J02AAntifungicede uz sistemic

### J02AAAntibiotice
J02AA01 Amfotericină B
J02AA02 Hachimicină

### J02AB Derivați deimidazol
J02AB01 Miconazol
J02AB02 Ketoconazol
QJ02AB90 Clotrimazol

### J02AC Derivați detriazol
J02AC01 Fluconazol
J02AC02 Itraconazol
J02AC03 Voriconazol
J02AC04 Posaconazol
J02AC05 Isavuconazol

### J02AX Alte antifungice de uz sistemic
J02AX01 Flucitozină
J02AX04 Caspofungină
J02AX05 Micafungină
J02AX06 Anidulafungină